# Großer Preis der USA 1991
Der Große Preis der USA 1991 (offiziell XXVIII Iceberg United States Grand Prix) fand am 10. März auf dem Phoenix Street Circuit in Phoenix statt und war das erste Rennen der Formel-1-Weltmeisterschaft 1991.

## Berichte

### Hintergrund
Zum dritten Mal fand der Große Preis der USA auf dem Stadtkurs in Phoenix statt, zum zweiten Mal in Folge als Saisonauftakt. Im Vergleich zu den beiden Vorjahren war die Strecke in ihrem östlichen Abschnitt verändert und dadurch um wenige Meter verkürzt worden.
Die Teams McLaren, Benetton, Footwork, Leyton House, Minardi und Larrousse behielten ihre jeweiligen Fahrerpaarungen des Vorjahres bei. Veränderungen gab es hingegen teilweise im Bereich der Motoren. So wurde bei McLaren-Honda fortan ein Zwölfzylinder-Triebwerk anstelle des V10-Aggregats des Vorjahres eingesetzt. Arrows bezog seine neuen V12-Motoren von Porsche, Minardi erhielt Unterstützung von Ferrari und Leyton House wurde von Ilmor ausgestattet.
Jean Alesi wechselte von Tyrrell zur Scuderia Ferrari, wo er Nigel Mansell ablöste, der seine Karriere allerdings entgegen seiner während des Großen Preises von Großbritannien 1990 geäußerten Ankündigung nicht beendete, sondern zu Williams zurückkehrte, wo er Thierry Boutsen ersetzte, der zu Ligier wechselte und dort Teamkollege des Debütanten Érik Comas wurde. Alesis Platz beim Team Tyrrell, welches sowohl die neuen Hauptsponsoren Braun und Epson als auch Honda als neuen Motorenlieferanten vorweisen konnte, nahm Stefano Modena ein, dessen ehemaliges Cockpit beim finanziell angeschlagenen Brabham-Team mit dem in die Formel 1 zurückkehrenden Martin Brundle besetzt wurde. Dessen Teamkollege wurde der Neuling Mark Blundell. Für das Team Lotus ging der Debütant Mika Häkkinen an den Start sowie Julian Bailey, der nach zweijähriger Unterbrechung in die Formel 1 zurückkehrte.
Das ehemalige Osella-Team wurde mit der Bezeichnung Fondmetal weitergeführt. Olivier Grouillard wurde als Stammfahrer beibehalten. Gänzlich neu in der Meldeliste waren das von 7Up gesponserte Team Jordan Grand Prix mit Bertrand Gachot und Andrea de Cesaris als Fahrern sowie das von Lamborghini unterstützte Modena Team mit Nicola Larini und dem Neuling Eric van de Poele. Aufgrund finanzieller Schwierigkeiten bei AGS gab es Bestrebungen, das Team mit Larrousse zusammenzuführen, was jedoch nicht umgesetzt wurde. Für AGS starteten Gabriele Tarquini und Stefan Johansson. Coloni ging mit dem Debütanten Pedro Chaves an den Start, BMS Scuderia Italia mit Emanuele Pirro und JJ Lehto.
Die meisten Teams starteten mit neu entwickelten Wagen in die neue Saison. Nur wenige traten mit lediglich modifizierten Vorjahresfahrzeugen an.
Mit Ayrton Senna (viermal) und Alain Prost (einmal) traten zwei ehemalige Sieger zu diesem Grand Prix an. Senna gewann dabei dreimal, als der Große Preis der USA auf dem Detroit Street Circuit ausgetragen wurde.

### Training
Da 34 Fahrzeuge für das Rennwochenende gemeldet wurden, musste ebenso wie bei den meisten Grand Prix der beiden vorangegangenen Jahre eine Vorqualifikation am Freitagmorgen durchgeführt werden. Dabei wurden die vier langsamsten Piloten ermittelt, die vom restlichen Verlauf des Wochenendes ausgeschlossen wurden. Neben den neuen Teams Jordan und Modena mussten die Fahrer von BMS, Coloni und Fondmetal daran teilnehmen.
Der amtierende Weltmeister Senna qualifizierte sich für die Pole-Position vor Vizeweltmeister Prost sowie den beiden Williams FW14 von Riccardo Patrese und Mansell. Es folgte Nelson Piquet vor Alesi, Berger und Roberto Moreno.

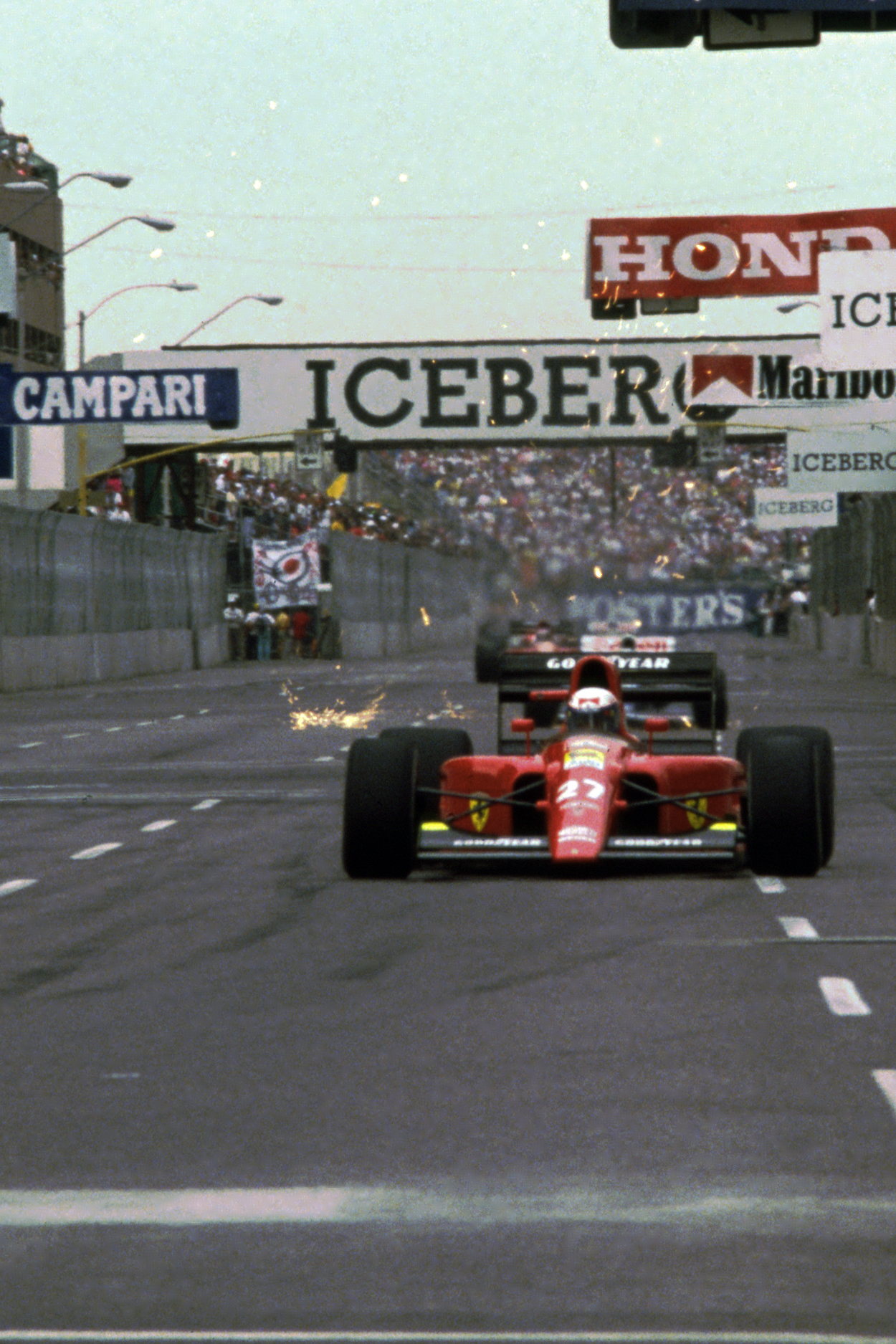
Alain Prost in seinem Ferrari 642 in der ersten Rennrunde.

### Rennen

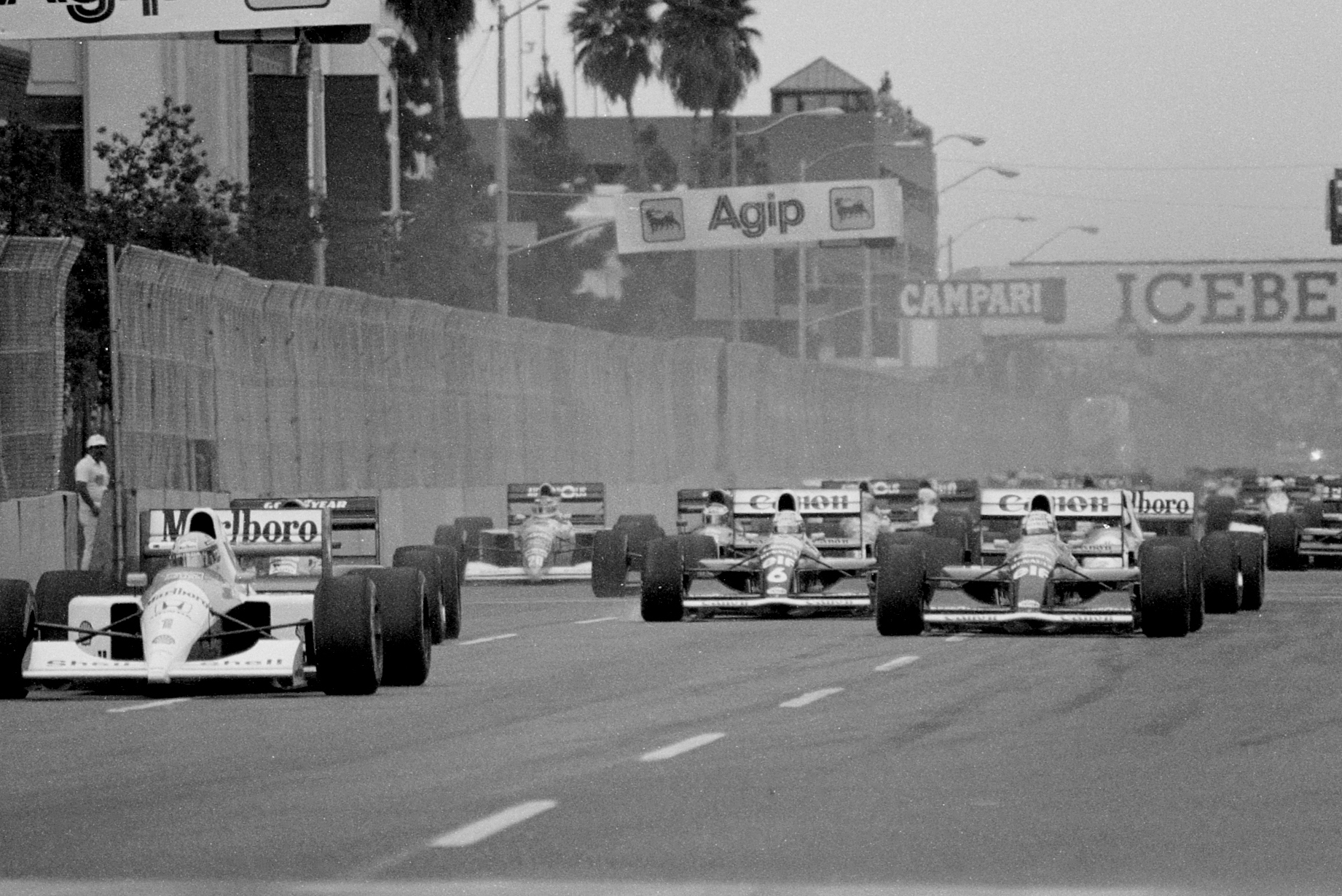
Der Rennstart mit Ayrton Senna in Front.

Senna erreichte einen ungefährdeten Start-Ziel-Sieg. Prost folgte ihm bis zur 45. Runde auf dem zweiten Rang, fiel dann jedoch infolge eines Boxenstopps auf den siebten Platz zurück. Bis zum 70. Umlauf gelangte er wieder bis auf den zweiten Platz nach vorn und verteidigte diesen gegenüber Piquet, der das Rennen auf Pirelli-Reifen ohne zwischenzeitlichen Wechsel absolvierte. Mit einer ähnlichen Strategie erreichten die beiden Tyrrell-Piloten Modena und Satoru Nakajima die Plätze vier und fünf und platzierten sich damit wie im Vorjahr beide in den Punkten vor Aguri Suzuki, der den letzten Punkt des Tages erhielt. Im Gegensatz zum Vorjahr wurde Lola in der Konstrukteurs-Weltmeisterschaft berücksichtigt und erhielt somit einen Punkt, obwohl es sich nach wie vor um ein Kundenfahrzeug für das Team Larrousse handelte.

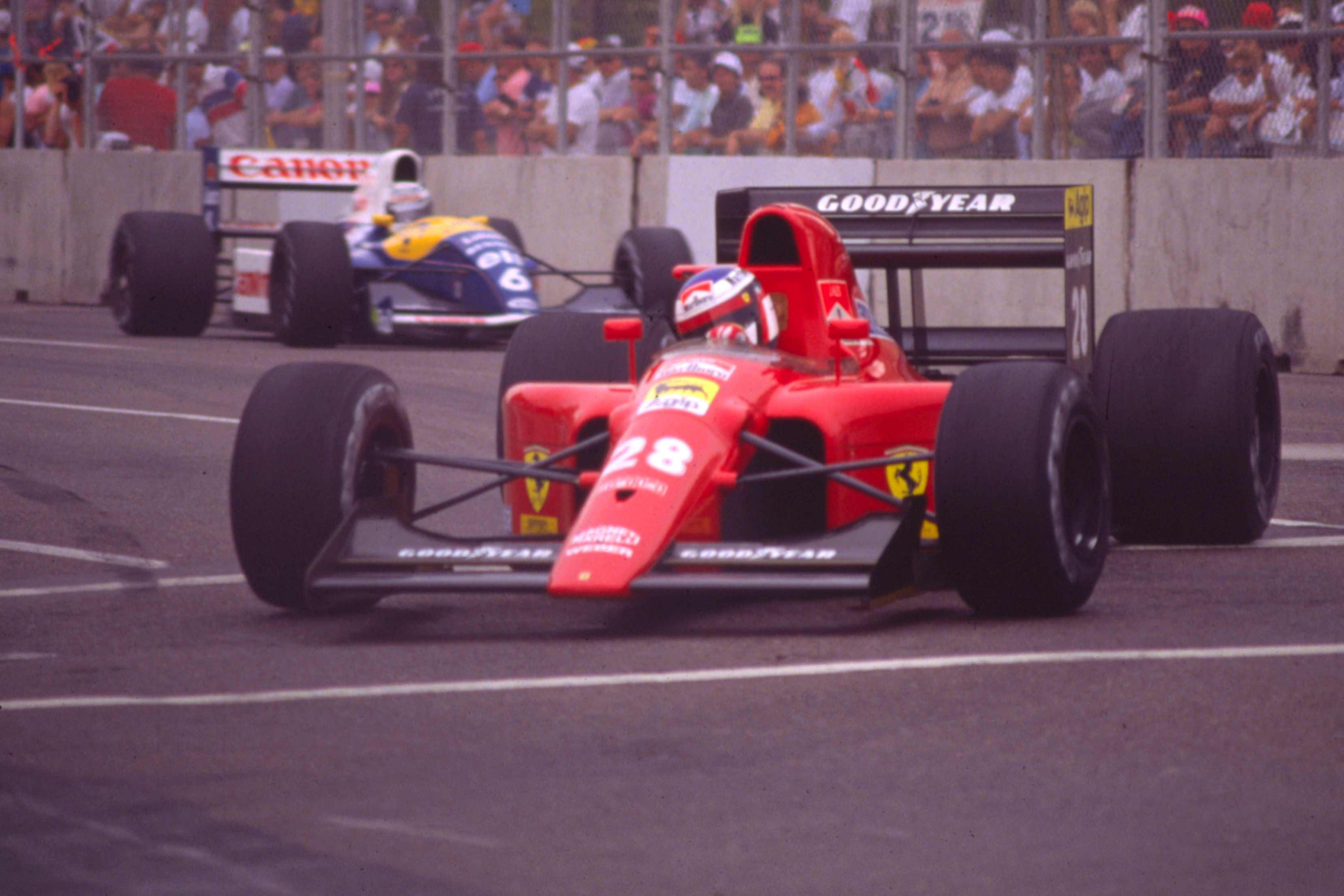
Jean Alesi im Ferrari vor Riccardo Patrese im Williams FW14.

Gemäß der Regel, wonach ein Rennen nur maximal zwei Stunden dauern durfte, wurde nach 81 von 82 geplanten Runden abgewunken. Wie im Vorjahr wieder war die Standfestigkeit der Fahrzeuge entscheidend, da nur neun Fahrer das Ziel sahen.

## Meldeliste
| Team                              | Nr. | Fahrer             | Chassis            | Motor                    | Reifen |
| --------------------------------- | --- | ------------------ | ------------------ | ------------------------ | ------ |
| Honda Marlboro McLaren            | 01  | Ayrton Senna       | McLaren MP4/6      | Honda RA121E 3.5 V12     | G      |
| Honda Marlboro McLaren            | 02  | Gerhard Berger     | McLaren MP4/6      | Honda RA121E 3.5 V12     | G      |
| Braun Tyrrell Honda               | 03  | Satoru Nakajima    | Tyrrell 020        | Honda RA101E 3.5 V10     | P      |
| Braun Tyrrell Honda               | 04  | Stefano Modena     | Tyrrell 020        | Honda RA101E 3.5 V10     | P      |
| Canon Williams Team               | 05  | Nigel Mansell      | Williams FW14      | Renault RS3 3.5 V10      | G      |
| Canon Williams Team               | 06  | Riccardo Patrese   | Williams FW14      | Renault RS3 3.5 V10      | G      |
| Motor Racing Developments         | 07  | Martin Brundle     | Brabham BT59Y      | Yamaha OX99 3.5 V12      | P      |
| Motor Racing Developments         | 08  | Mark Blundell      | Brabham BT59Y      | Yamaha OX99 3.5 V12      | P      |
| Footwork Grand Prix International | 09  | Michele Alboreto   | Arrows A11C        | Porsche 3512 3.5 V12     | G      |
| Footwork Grand Prix International | 10  | Alex Caffi         | Arrows A11C        | Porsche 3512 3.5 V12     | G      |
| Team Lotus                        | 11  | Mika Häkkinen      | Lotus 102B         | Judd EV 3.5 V8           | G      |
| Team Lotus                        | 12  | Julian Bailey      | Lotus 102B         | Judd EV 3.5 V8           | G      |
| Fondmetal                         | 14  | Olivier Grouillard | Fondmetal FA1M-E   | Ford Cosworth DFR 3.5 V8 | G      |
| Leyton House Racing               | 15  | Maurício Gugelmin  | Leyton House CG911 | Ilmor 2175A 3.5 V10      | G      |
| Leyton House Racing               | 16  | Ivan Capelli       | Leyton House CG911 | Ilmor 2175A 3.5 V10      | G      |
| AGS Racing                        | 17  | Gabriele Tarquini  | AGS JH25           | Ford Cosworth DFR 3.5 V8 | G      |
| AGS Racing                        | 18  | Stefan Johansson   | AGS JH25           | Ford Cosworth DFR 3.5 V8 | G      |
| Camel Benetton Ford               | 19  | Roberto Moreno     | Benetton B190B     | Ford Cosworth HB5 3.5 V8 | P      |
| Camel Benetton Ford               | 20  | Nelson Piquet      | Benetton B190B     | Ford Cosworth HB5 3.5 V8 | P      |
| BMS Scuderia Italia               | 21  | Emanuele Pirro     | Dallara 191        | Judd GV 3.5 V10          | P      |
| BMS Scuderia Italia               | 22  | JJ Lehto           | Dallara 191        | Judd GV 3.5 V10          | P      |
| Minardi Team                      | 23  | Pierluigi Martini  | Minardi M191       | Ferrari 037 3.5 V12      | G      |
| Minardi Team                      | 24  | Gianni Morbidelli  | Minardi M191       | Ferrari 037 3.5 V12      | G      |
| Ligier Gitanes                    | 25  | Thierry Boutsen    | Ligier JS35        | Lamborghini 3512 3.5 V12 | G      |
| Ligier Gitanes                    | 26  | Érik Comas         | Ligier JS35        | Lamborghini 3512 3.5 V12 | G      |
| Scuderia Ferrari SpA              | 27  | Alain Prost        | Ferrari 642        | Ferrari 037 3.5 V12      | G      |
| Scuderia Ferrari SpA              | 28  | Jean Alesi         | Ferrari 642        | Ferrari 037 3.5 V12      | G      |
| Larrousse F1                      | 29  | Éric Bernard       | Lola LC91          | Ford Cosworth DFR 3.5 V8 | G      |
| Larrousse F1                      | 30  | Aguri Suzuki       | Lola LC91          | Ford Cosworth DFR 3.5 V8 | G      |
| Coloni Racing                     | 31  | Pedro Chaves       | Coloni C4          | Ford Cosworth DFR 3.5 V8 | G      |
| Team 7Up Jordan                   | 32  | Bertrand Gachot    | Jordan 191         | Ford Cosworth HB4 3.5 V8 | G      |
| Team 7Up Jordan                   | 33  | Andrea de Cesaris  | Jordan 191         | Ford Cosworth HB4 3.5 V8 | G      |
| Modena Team                       | 34  | Nicola Larini      | Lambo 291          | Lamborghini 3512 3.5 V12 | G      |
| Modena Team                       | 35  | Eric van de Poele  | Lambo 291          | Lamborghini 3512 3.5 V12 | G      |

## Klassifikationen

### Qualifying
| Pos. | Fahrer             | Konstrukteur       | Vorqualifikation | Vorqualifikation  | 1. Qualifikationstraining | 1. Qualifikationstraining | 2. Qualifikationstraining | 2. Qualifikationstraining | Start |
| Pos. | Fahrer             | Konstrukteur       | Zeit             | Ø-Geschwindigkeit | Zeit                      | Ø-Geschwindigkeit         | Zeit                      | Ø-Geschwindigkeit         | Start |
| ---- | ------------------ | ------------------ | ---------------- | ----------------- | ------------------------- | ------------------------- | ------------------------- | ------------------------- | ----- |
| 01   | Ayrton Senna       | McLaren-Honda      | –                | –                 | 1:23,530                  | 159,464 km/h              | 1:21,434                  | 163,568 km/h              | 01    |
| 02   | Alain Prost        | Ferrari            | –                | –                 | 1:24,507                  | 157,620 km/h              | 1:22,555                  | 161,347 km/h              | 02    |
| 03   | Riccardo Patrese   | Williams-Renault   | –                | –                 | 1:24,726                  | 157,213 km/h              | 1:22,833                  | 160,805 km/h              | 03    |
| 04   | Nigel Mansell      | Williams-Renault   | –                | –                 | 1:25,277                  | 156,197 km/h              | 1:23,218                  | 160,062 km/h              | 04    |
| 05   | Nelson Piquet      | Benetton-Ford      | –                | –                 | 1:25,026                  | 156,658 km/h              | 1:23,384                  | 159,743 km/h              | 05    |
| 06   | Jean Alesi         | Ferrari            | –                | –                 | 1:23,519                  | 159,485 km/h              | 1:23,805                  | 158,940 km/h              | 06    |
| 07   | Gerhard Berger     | McLaren-Honda      | –                | –                 | 1:25,914                  | 155,039 km/h              | 1:23,742                  | 159,060 km/h              | 07    |
| 08   | Roberto Moreno     | Benetton-Ford      | –                | –                 | 1:25,170                  | 156,393 km/h              | 1:23,881                  | 158,796 km/h              | 08    |
| 09   | Emanuele Pirro     | Dallara-Judd       | 1:28,288         | 150,870 km/h      | 1:24,876                  | 156,935 km/h              | 1:24,792                  | 157,090 km/h              | 09    |
| 10   | JJ Lehto           | Dallara-Judd       | 1:28,792         | 150,014 km/h      | 1:26,765                  | 153,518 km/h              | 1:24,891                  | 156,907 km/h              | 10    |
| 11   | Stefano Modena     | Tyrrell-Honda      | –                | –                 | 1:25,065                  | 156,586 km/h              | 1:25,557                  | 155,686 km/h              | 11    |
| 12   | Martin Brundle     | Brabham-Yamaha     | –                | –                 | 1:27,184                  | 152,780 km/h              | 1:25,385                  | 155,999 km/h              | 12    |
| 13   | Mika Häkkinen      | Lotus-Judd         | –                | –                 | 1:27,976                  | 151,405 km/h              | 1:25,448                  | 155,884 km/h              | 13    |
| 14   | Bertrand Gachot    | Jordan-Ford        | 1:30,304         | 147,502 km/h      | 1:27,568                  | 152,110 km/h              | 1:25,701                  | 155,424 km/h              | 14    |
| 15   | Pierluigi Martini  | Minardi-Ferrari    | –                | –                 | 1:25,815                  | 155,218 km/h              | 1:25,715                  | 155,399 km/h              | 15    |
| 16   | Satoru Nakajima    | Tyrrell-Honda      | –                | –                 | 1:26,058                  | 154,779 km/h              | 1:25,752                  | 155,332 km/h              | 16    |
| 17   | Nicola Larini      | Lambo-Lamborghini  | 1:30,244         | 147,600 km/h      | 1:27,761                  | 151,776 km/h              | 1:25,791                  | 155,261 km/h              | 17    |
| 18   | Ivan Capelli       | Leyton House-Ilmor | –                | –                 | 1:54,845                  | 115,982 km/h              | 1:26,121                  | 154,666 km/h              | 18    |
| 19   | Éric Bernard       | Lola-Ford          | –                | –                 | 1:27,446                  | 152,323 km/h              | 1:26,425                  | 154,122 km/h              | 19    |
| 20   | Thierry Boutsen    | Ligier-Lamborghini | –                | –                 | 1:27,984                  | 151,391 km/h              | 1:26,500                  | 153,988 km/h              | 20    |
| 21   | Aguri Suzuki       | Lola-Ford          | –                | –                 | 1:26,987                  | 153,126 km/h              | 1:26,548                  | 153,903 km/h              | 21    |
| 22   | Gabriele Tarquini  | AGS-Ford           | –                | –                 | 1:27,164                  | 152,815 km/h              | 1:26,851                  | 153,366 km/h              | 22    |
| 23   | Maurício Gugelmin  | Leyton House-Ilmor | –                | –                 | 1:26,865                  | 153,341 km/h              | 1:26,875                  | 153,324 km/h              | 23    |
| 24   | Mark Blundell      | Brabham-Yamaha     | –                | –                 | 1:30,061                  | 147,900 km/h              | 1:26,915                  | 153,253 km/h              | 24    |
| 25   | Michele Alboreto   | Footwork-Ford      | –                | –                 | 1:29,067                  | 149,550 km/h              | 1:27,015                  | 153,077 km/h              | 25    |
| 26   | Gianni Morbidelli  | Minardi-Ferrari    | –                | –                 | 1:27,625                  | 152,011 km/h              | 1:27,042                  | 153,030 km/h              | 26    |
| DNQ  | Érik Comas         | Ligier-Lamborghini | –                | –                 | 1:28,904                  | 149,825 km/h              | 1:27,159                  | 152,824 km/h              | –     |
| DNQ  | Alex Caffi         | Footwork-Ford      | –                | –                 | 1:29,388                  | 149,013 km/h              | 1:27,519                  | 152,196 km/h              | –     |
| DNQ  | Stefan Johansson   | AGS-Ford           | –                | –                 | 1:29,857                  | 148,236 km/h              | 1:27,753                  | 151,790 km/h              | –     |
| DNQ  | Julian Bailey      | Lotus-Judd         | –                | –                 | 1:30,758                  | 146,764 km/h              | 1:28,570                  | 150,390 km/h              | –     |
| DNPQ | Andrea de Cesaris  | Jordan-Ford        | 1:30,937         | 146,475 km/h      | –                         | –                         | –                         | –                         | –     |
| DNPQ | Pedro Chaves       | Coloni-Ford        | 1:31,113         | 146,192 km/h      | –                         | –                         | –                         | –                         | –     |
| DNPQ | Olivier Grouillard | Fondmetal-Ford     | 1:32,126         | 144,585 km/h      | –                         | –                         | –                         | –                         | –     |
| DNPQ | Eric van de Poele  | Lambo-Lamborghini  | 1:37,046         | 137,254 km/h      | –                         | –                         | –                         | –                         | –     |

### Rennen
| Pos. | Fahrer            | Konstrukteur       | Runden | Stopps | Zeit        | Start | Schnellste Runde |
| ---- | ----------------- | ------------------ | ------ | ------ | ----------- | ----- | ---------------- |
| 01   | Ayrton Senna      | McLaren-Honda      | 81     | 1      | 2:00:47,828 | 01    | 1:27,153         |
| 02   | Alain Prost       | Ferrari            | 81     | 1      | + 16,322    | 02    | 1:26,845         |
| 03   | Nelson Piquet     | Benetton-Ford      | 81     | 0      | + 17,376    | 05    | 1:26,965         |
| 04   | Stefano Modena    | Tyrrell-Honda      | 81     | 0      | + 25,409    | 11    | 1:27,983         |
| 05   | Satoru Nakajima   | Tyrrell-Honda      | 80     | 0      | + 1 Runde   | 16    | 1:28,227         |
| 06   | Aguri Suzuki      | Lola-Ford          | 79     | 0      | + 2 Runden  | 21    | 1:28,993         |
| 07   | Nicola Larini     | Lambo-Lamborghini  | 78     | 1      | + 3 Runden  | 17    | 1:29,877         |
| 08   | Gabriele Tarquini | AGS-Ford           | 77     | 0      | + 4 Runden  | 22    | 1:30,242         |
| 09   | Pierluigi Martini | Minardi-Ferrari    | 75     | 0      | DNF         | 15    | 1:29,356         |
| 10   | Bertrand Gachot   | Jordan-Ford        | 75     | 0      | DNF         | 14    | 1:28,975         |
| 11   | Martin Brundle    | Brabham-Yamaha     | 73     | 0      | + 8 Runden  | 12    | 1:30,472         |
| 12   | Jean Alesi        | Ferrari            | 72     | 0      | DNF         | 06    | 1:26,758         |
| –    | Mika Häkkinen     | Lotus-Judd         | 59     | 1      | DNF         | 13    | 1:29,072         |
| –    | Riccardo Patrese  | Williams-Renault   | 49     | 0      | DNF         | 03    | 1:27,450         |
| –    | Roberto Moreno    | Benetton-Ford      | 49     | 0      | DNF         | 08    | 1:28,044         |
| –    | Michele Alboreto  | Footwork-Ford      | 41     | 0      | DNF         | 25    | 1:30,077         |
| –    | Ivan Capelli      | Leyton House-Ilmor | 40     | 0      | DNF         | 18    | 1:29,201         |
| –    | Thierry Boutsen   | Ligier-Lamborghini | 40     | 0      | DNF         | 20    | 1:29,310         |
| –    | Gerhard Berger    | McLaren-Honda      | 36     | 0      | DNF         | 07    | 1:28,286         |
| –    | Nigel Mansell     | Williams-Renault   | 35     | 0      | DNF         | 04    | 1:28,502         |
| –    | Maurício Gugelmin | Leyton House-Ilmor | 34     | 0      | DNF         | 23    | 1:29,505         |
| –    | Mark Blundell     | Brabham-Yamaha     | 32     | 0      | DNF         | 24    | 1:31,092         |
| –    | Emanuele Pirro    | Dallara-Judd       | 16     | 0      | DNF         | 09    | 1:29,910         |
| –    | Gianni Morbidelli | Minardi-Ferrari    | 15     | 0      | DNF         | 26    | 1:31,631         |
| –    | JJ Lehto          | Dallara-Judd       | 12     | 0      | DNF         | 10    | 1:31,435         |
| –    | Éric Bernard      | Lola-Ford          | 4      | 0      | DNF         | 19    | 1:31,732         |

## WM-Stände nach dem Rennen
Die ersten sechs des Rennens bekamen 10, 6, 4, 3, 2 bzw. 1 Punkt(e).

### Fahrerwertung
| Pos. | Fahrer            | Konstrukteur      | Punkte |
| ---- | ----------------- | ----------------- | ------ |
| 01   | Ayrton Senna      | McLaren-Honda     | 10     |
| 02   | Alain Prost       | Ferrari           | 6      |
| 03   | Nelson Piquet     | Benetton-Ford     | 4      |
| 04   | Stefano Modena    | Tyrrell-Honda     | 3      |
| 05   | Satoru Nakajima   | Tyrrell-Honda     | 2      |
| 06   | Aguri Suzuki      | Lola-Ford         | 1      |
| 07   | Nicola Larini     | Lambo-Lamborghini | 0      |
| 08   | Gabriele Tarquini | AGS-Ford          | 0      |
| 09   | Pierluigi Martini | Minardi-Ferrari   | 0      |
| 10   | Bertrand Gachot   | Jordan-Ford       | 0      |
| 11   | Martin Brundle    | Brabham-Yamaha    | 0      |
| 12   | Jean Alesi        | Ferrari           | 0      |
| –    | Mika Häkkinen     | Lotus-Judd        | 0      |

| Pos. | Fahrer            | Konstrukteur       | Punkte |
| ---- | ----------------- | ------------------ | ------ |
| –    | Riccardo Patrese  | Williams-Renault   | 0      |
| –    | Roberto Moreno    | Benetton-Ford      | 0      |
| –    | Michele Alboreto  | Footwork-Ford      | 0      |
| –    | Ivan Capelli      | Leyton House-Ilmor | 0      |
| –    | Thierry Boutsen   | Ligier-Lamborghini | 0      |
| –    | Gerhard Berger    | McLaren-Honda      | 0      |
| –    | Nigel Mansell     | Williams-Renault   | 0      |
| –    | Maurício Gugelmin | Leyton House-Ilmor | 0      |
| –    | Mark Blundell     | Brabham-Yamaha     | 0      |
| –    | Emanuele Pirro    | Dallara-Judd       | 0      |
| –    | Gianni Morbidelli | Minardi-Ferrari    | 0      |
| –    | JJ Lehto          | Dallara-Judd       | 0      |
| –    | Éric Bernard      | Lola-Ford          | 0      |

### Konstrukteurswertung
| Pos. | Konstrukteur      | Punkte |
| ---- | ----------------- | ------ |
| 01   | McLaren-Honda     | 10     |
| 02   | Ferrari           | 6      |
| 03   | Tyrrell-Honda     | 5      |
| 04   | Benetton-Ford     | 4      |
| 05   | Lola-Ford         | 1      |
| 06   | Lambo-Lamborghini | 0      |
| 07   | AGS-Ford          | 0      |
| 08   | Minardi-Ferrari   | 0      |

| Pos. | Konstrukteur       | Punkte |
| ---- | ------------------ | ------ |
| 09   | Jordan-Ford        | 0      |
| 10   | Brabham-Yamaha     | 0      |
| –    | Lotus-Judd         | 0      |
| –    | Williams-Renault   | 0      |
| –    | Footwork-Ford      | 0      |
| –    | Leyton House-Ilmor | 0      |
| –    | Ligier-Lamborghini | 0      |
| –    | Dallara-Judd       | 0      |